# 1846 en Bretagne
 Chronologie de la Bretagne
- 1842
- 1843
- 1844
- 1845
- 1846
- 1847
- 1848
- 1849
- 1850

Cette page recense des événements qui se sont produits durant l'année 1846 en Bretagne.

## Société

### Naissance
- 27 mars à Brest : Paul Brémaud, mort le 12 mai 1905 à Brest (Finistère), médecin français de la Marine.